# Caldas (kommun i Brasilien)
Caldas är en kommun i Brasilien.   Den ligger i delstaten Minas Gerais, i den sydöstra delen av landet, 700 km söder om huvudstaden Brasília. Antalet invånare är 13 630.
Omgivningarna runt Caldas är huvudsakligen savann. Runt Caldas är det glesbefolkat, med 20 invånare per kvadratkilometer.